# Olga Samaroff
Olga Samaroff   (San Antonio, 8 d'agost de 1880 - Nova York, 17 de maig de 1948) va ser una pianista, crítica musical i professora estatunidenca. Entre els seus professors hi havia el fill de Charles-Valentin Alkan, Eraïm Miriam Delaborde. El seu segon marit era el director d'orquestra Leopold Stokowski.

## Vida i carrera
Samaroff va néixer Lucy Mary Olga Agnes Hickenlooper a San Antonio a l'estat de Texas, filla de Jane Loening i Carlos Hickenlooper. Va créixer a Galveston (Texas), on la seva família posseïa un negoci després destruït per l'huracà Galveston del 1900. Després de descobrir el seu talent per al piano, va ser enviada a Europa a estudiar, ja que en aquell moment no hi havia professors de piano genial als Estats Units. Va estudiar primer amb Antoine François Marmontel i el fill de Charles-Valentin Alkan, Élie-Miriam Delaborde, al Conservatori de París, i més tard amb Ernst Jedliczkaa a Berlín. Mentre s'estava a Berlín, va estar casada molt breument amb l'enginyer rus Boris Loutzky.
Després del seu divorci de Loutzky i el desastre que va suposar el negoci de la seva família, va tornar als Estats Units i va intentar desenvolupar-se com a pianista. Aviat va descobrir que el seu nom incòmode i els seus orígens nord-americans la veien entorpida. El seu agent va suggerir un canvi de nom professional, que va ser pres a un familiar remot.
Com a Olga Samaroff, va auto-produir el seu debut a Nova York al Carnegie Hall el 1905 (la primera dona que ho va fer mai). Ella va contractar a la sala, l'orquestra, i el conductor Walter Damrosch, i va fer una impressió aclaparadora amb la seva actuació del Concert per a piano número 1 de Txaikovski. Després va tocar molt als Estats Units i Europa. Samaroff va descobrir Leopold Stokowski (1882–1977) quan era organista de l'església a St. Bartholemew's a Nova York i més tard director de lOrquestra Simfònica de Cincinnati. Va tocar el Concert per a piano núm. 1 de Txaikovski, sota la direcció de Stokowski quan va debutar oficialment a París amb l'Orquestra Colonne el 12 de maig de 1909.
Es va casar amb Stokowski el 1911 i la seva filla Sonya va néixer el 1921. En aquell moment, Samaroff era molt més famosa que el seu marit i va poder pressionar els seus contactes perquè Stokowski fos nomenat el 1912 al lloc de director vacant de l'Orquestra de Filadèlfia, el que va ser l'inici de la seva carrera internacional. Samaroff va fer diversos enregistraments a principis dels anys vint per a la Victor Talking Machine Company. Era el segon pianista de la història, després de Hans von Bülow, per dur a terme les 32 sonates per a piano de Beethoven en públic, que precedeix Artur Schnabel (que va fer la sèrie per primera vegada el 1927) per diversos anys. El pianista alemany Walter Gieseking també va interpretar les sonates completes en públic als quinze anys (vers 1910).
El 1923, Samaroff i Stokowski es van divorciar; els motius incloïen la infidelitat de Stokowski, de la qual mai no es va recuperar. Es va refugiar en retrobar-se amb els seus amics, entre ells George Gershwin, Irving Berlin, Dorothy Parker i Cary Grant. El 1925, Samaroff va caure al seu apartament de Nova York i va patir una lesió a l'espatlla que la va obligar a retirar-se de l'actuació. A partir d'aquest moment, va treballar principalment com a crítica i professora. Va escriure al New York Evening Post fins al 1928 i va donar conferències com a convidat al llarg dels anys trenta.
Samaroff va desenvolupar un curs d'estudi musical per a laics i va ser el primer professor de música que es va transmetre a la televisió NBC. Va ensenyar al Conservatori de Filadèlfia i el 1924 va ser convidada a ingressar a la facultat de l'escola Juilliard School recentment creada a Nova York. Va ensenyar a les dues escoles la resta de la seva vida. Anomenada «senyora» pels seus estudiants, va ser-ne defensora, subministrant moltes de les seves càrregues de depressió amb roba i menjar per a concerts. També va pressionar els funcionaris de la Juilliard School per construir un dormitori, un projecte que no es va realitzar dècades després de la seva mort. El seu alumne més famós va ser el pianista concertista William Kapell, que va morir en un accident d'avió de 1953 als 31 anys. Ella mateixa va dir que el millor pianista que mai va ensenyar va ser el neozelandès Richard Farrell, que també va morir als 31 anys, en un accident de trànsit a Anglaterra el 1958.
Samaroff va publicar una autobiografia, An American Musician's Story, el 1939. Va morir d'un atac de cor a casa seva a Nova York el vespre del 17 de maig de 1948, després de donar diverses lliçons aquell dia.
Samaroff està relacionat amb el general de la Guerra Civil Andrew Hickenlooper i amb el governador de Colorado John Hickenlooper. A les seves memòries del 2016 John Hickenlooper escriu que el cosí de Samaroff i el jutge federal Smith Hickenlooper van suggerir el canvi de nom de Hickenlooper a Samaroff.

## Alumnes notables
| - Richard Farrell - Ines Gomez Carrillo (es) - Stewart L. Gordon - Edith Grosz - Natalie Hinderas - Bruce Hungerford - William Kapell - Raymond Lewenthal - Eugene List | - Jerome Lowenthal - Carlos Moseley - Margaret Saunders Ott - Vincent Persichetti - Thomas Schippers - Claudette Sorel - Alfred Teltschik - Rosalyn Tureck - Alexis Weissenberg |